# Boomerang (I Cadmo)
(Franco Fayenz, presentazione dell'album Boomerang, 1977)
Boomerang  è l'album d'esordio del trio sardo I Cadmo,  il disco è composto da quattro lunghi brani. La musica è dirompente e si percepisce la volontà di rompere gli schemi della musica tradizionale jazz classico.

## I brani
Il primo brano, Terra di mezzo, comincia un'esecuzione poco canonica del piano di Antonello Salis, un solo di alcuni minuti. La batteria di Paliano prosegue con un breve assolo. Poi si riprende tutti insieme con musica jazz-rock.
Uadi Garandhel è un brano di puro jazz. Apre con un intermezzo quasi romantico, eseguito al piano e concluso da Mario Paliano alla batteria, a cui viene lasciato anche lo spazio per un bell’assolo.
Boomerang, title track, caratterizzata da un lungo assolo di Salis, accompagnato dalla batteria diventa degna compagna. 
Sa Morra è una lunga suite di quasi 14 minuti che ricorda Terra di Mezzo. Un “uccello sintetico”, un contrabbasso, dei campanelli e altri rumori compongono la prima parte del brano. A questa seguono vari cambi, tra cui una  parte più regolare su una base di contrabbasso e percussioni e con la melodia di un canto in sardo, e, successivamente, un breve gioco di cori. È dopo i primi 8 minuti le voci sovrapposte sono accompagnate da urla varie. Cantato sardo, cori ed urla che ci conducono nell’atmosfera tipica del gioco della morra in Sardegna. Per chiudere la batteria di Paliano si cimenta in una danza tribale, inframezzata dalle grida dei compagni. Brano decisamente sperimentale.
Quello che caratterizza l'album è la grande maestria dei tre musicisti, tra i migliori nel panorama jazz nazionale del tempo.

## Tracce

### Lato 1
1. Terra di mezzo – 10:29
2. Uadi Garandhel – 10:54

Durata totale: 21:23

### Lato 2
1. Boomerang – 11:02
2. Sa morra – 13:48

Durata totale: 24:50

## Musicisti
- Antonello Salis – pianoforte
- Riccardo Lay  – contrabbasso
- Mario Paliano –  batteria